# U.S. National Championships 1937
Gli U.S. National Championships 1937 (conosciuti oggi come US Open) sono stati la 57ª edizione degli U.S. National Championships e quarta prova stagionale dello Slam per il 1937. I tornei di singolare si sono disputati al West Side Tennis Club nel quartiere di Forest Hills di New York, quelli di doppio al Longwood Cricket Club di Chestnut Hill, negli Stati Uniti.
Il singolare maschile è stato vinto dallo statunitense Don Budge, che si è imposto sul tedesco Gottfried von Cramm in cinque set col punteggio di 6–1, 7–9, 6–1, 3–6, 6–1. Il singolare femminile è stato vinto dalla cilena Anita Lizana,  che ha battuto in finale la polacca Helen Jacobs. Nel doppio maschile si sono imposti Gottfried von Cramm e Henner Henkel. Nel doppio femminile hanno trionfato Sarah Palfrey Cooke e Alice Marble.  Nel doppio misto la vittoria è andata a Sarah Palfrey, in coppia con Don Budge.

## Seniors

### Singolare maschile
Don Budge ha battuto in finale  Gottfried von Cramm con il punteggio di 6–1, 7–9, 6–1, 3–6, 6–1.

### Singolare femminile
Anita Lizana ha battuto in finale  Jadwiga Jędrzejowska con il punteggio di 6–4, 6–2.

### Doppio maschile
Gottfried von Cramm /  Henner Henkel hanno battuto in finale  Don Budge /  Gene Mako con il punteggio di 6–4, 7–5, 6–4.

### Doppio femminile
Sarah Palfrey Cooke /  Alice Marble hanno battuto in finale  Marjorie Van Ryn /  Carolin Babcock con il punteggio di 7–5, 6–4.

### Doppio misto
Sarah Palfrey /  Don Budge hanno battuto in finale  Sylvie Jung Henrotin /  Yvon Petra con il punteggio di 6–2, 8–10, 6–0.